# Close to the Edge
Close to the Edge – piąty album studyjny angielskiego progresywnego zespołu rockowego Yes, wydany 13 września 1972 roku przez Atlantic Records. To ostatni album zespołu z lat 70. XX wieku z oryginalnym perkusistą Billem Brufordem, przed jego odejściem do zespołu King Crimson. Po trasie koncertowej, promującej poprzedni album Fragile, grupa zebrała się w Advision Studios w Londynie, aby nagrać kolejny album, na który pomysły były wysuwane od lutego 1972 roku. Album był znaczącym postępem w pisaniu piosenek przez zespół, a Jon Anderson i Steve Howe napisali 18-minutowy utwór tytułowy, najdłuższy utwór zespołu w momencie jego powstania. Druga strona zawiera utwory „And You and I” oraz „Siberian Khatru”. Bruford uznał tworzenie albumu za bardzo pracochłonne, co wpłynęło na jego decyzję o odejściu z zespołu po jego nagraniu.
Close to the Edge stał się największym komercyjnym sukcesem zespołu, osiągając 3. miejsce na liście przebojów Billboard 200 w Stanach Zjednoczonych i 4. na liście przebojów w Wielkiej Brytanii. Dwuczęściowa wersja „And You and I” została wydana w Stanach Zjednoczonych i osiągnęła 42 pozycję na liście Billboard Hot 100. Yes promował album podczas światowej trasy koncertowej w latach 1972–1973, która składała się z ponad 90 koncertów i była debiutem perkusisty Alana White’a. Album uzyskał w 1998 r. status platynowej płyty, za sprzedaż miliona egzemplarzy. Był wydawany ponownie w latach 1994, 2003 i 2013; ostatnie z tych wydań zawierało wcześniej niewydane utwory oraz nowe miksy dźwięku stereo i 5.1 surround autorstwa Stevena Wilsona. W momencie oryginalnego wydania, album otrzymywał mieszane recenzje, jednak po latach album jest retrospektywnie uznawany za jedno z najlepszych dzieł zespołu i przełomowe nagranie w historii rocka progresywnego.

## Album

### Tło
Zespół Yes powstał w 1968 r. Początkowo w jego skład wchodzili wokalista Jon Anderson, basista Chris Squire, perkusista Bill Bruford, gitarzysta Steve Howe i klawiszowiec Rick Wakeman. W marcu 1972 r. zakończyli oni sześciomiesięczną trasę koncertową po Wielkiej Brytanii i Ameryce Północnej w latach 1971–1972, promującą ich poprzedni album Fragile (1971). W dniach 1 i 2 lutego 1972 r., podczas jednego z okresów pomiędzy koncertami, zespół zarezerwował czas w Advision Studios w Londynie, aby nagrać kilka utworów na kolejny album. Po zakończeniu trasy muzycy zrobili sobie kolejną przerwę, zanim weszli na próby w Una Billings School of Dance w Shepherd’s Bush w maju. Chociaż w tym czasie opracowano pewne aranżacje i dokonano nagrań na taśmę, żaden z utworów nie był w pełni napisany na tym etapie, pozostawiając grupie opracowanie wszystkich piosenek w studiu i nauczenie się ich odtwarzania później. Kilkukrotnie aranżacje, które wymyślił zespół, były tak złożone, że zostały zapomniane przez muzyków przed rozpoczęciem sesji następnego dnia. To spowodowało, że zespół nagrywał każdą próbę do wykorzystania w przyszłości. Bruford opracował tytuł albumu, aby odzwierciedlić ówczesny stan zespołu.

### Nagranie
W czerwcu 1972 r. Yes opracował piosenki na album i wrócił do Advision, aby go nagrać. Eddy Offord, który współpracował z Yes od czasu albumu Time and a Word (1970) i miksował dźwięk na żywo podczas trasy koncertowej Fragile, objął rolę inżyniera dźwięku i producenta, dzieląc obowiązki produkcyjne z każdym członkiem zespołu. Pracując nad brzmieniem zespołu podczas trasy koncertowej, Offord chciał odtworzyć w studio uczucie podekscytowania, jakie zespół miał w nocy, kiedy występował na koncercie. Aby tego spróbować, zmusił ich roadies do zbudowania dużej sceny w studio nagrań dla zespołu; zauważył, że perkusja Bruforda rezonowała z drewnianą platformą sprawiając, że zespół brzmiał „bardziej na żywo”. Studio mieściło również konstrukcję przypominającą stoisko zbudowaną z drewnianych desek, w której Howe występował, aby jeszcze bardziej poprawić brzmienie swej gry. Podczas nagrania zespół postanowił użyć określonego wykonania utworu, ale muzycy zdali sobie sprawę, że osoba sprzątająca studio wyrzuciła taśmę do śmieci. Zaczęli oni szukać nagrania w koszach na śmieci poza studiem, a brakująca taśma została znaleziona i użyta na albumie.

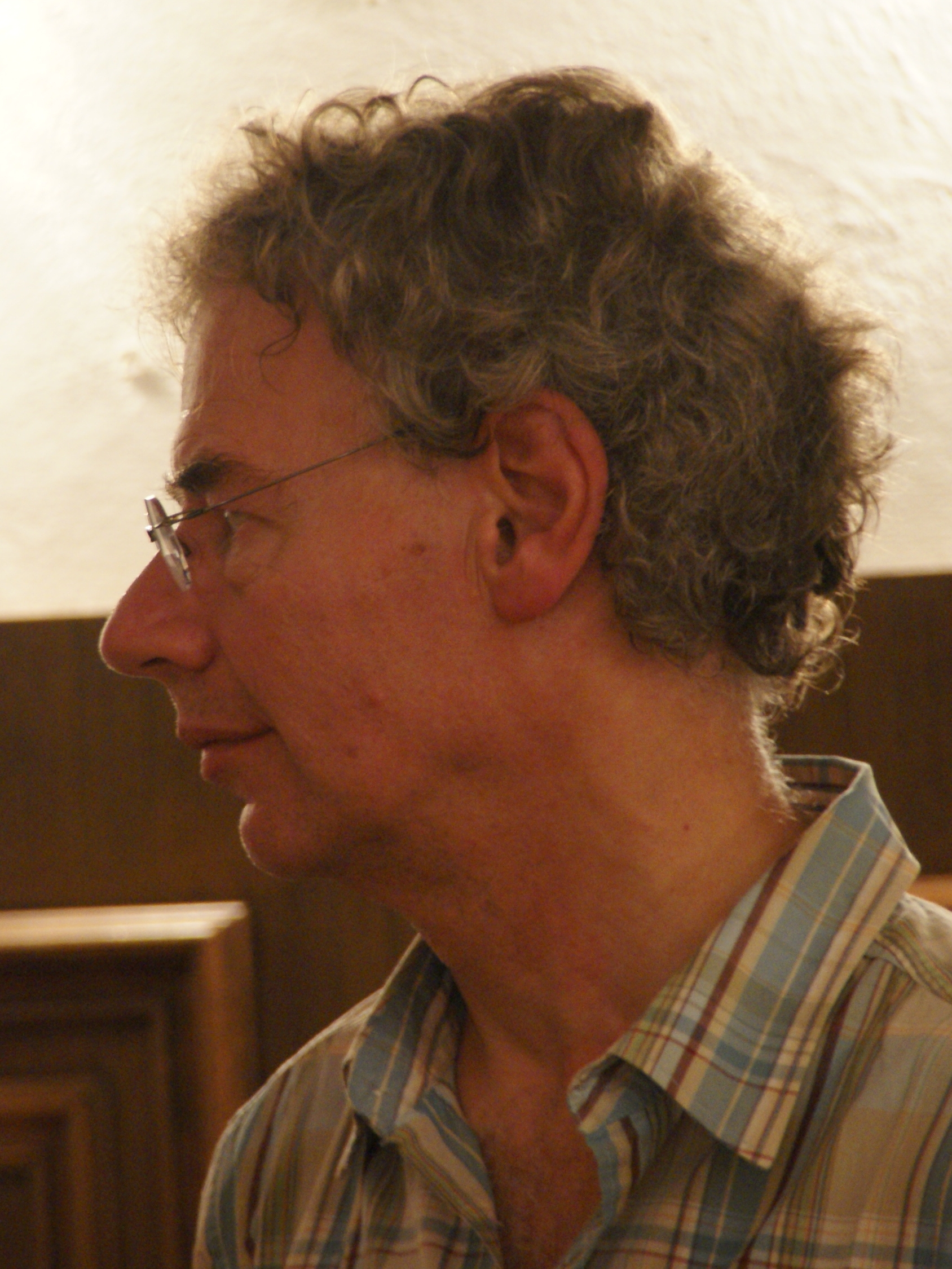
Perkusista Bill Bruford opuścił zespół po nagraniu albumu.

Podczas miesiąca nagrywania, reporter Melody Maker i biograf zespołu Chris Welch odwiedził studio, aby obserwować postępy w nagrywaniu albumu. Welch opisał stresującą atmosferę połączoną z „wybuchami anarchii” Bruforda, Howe’a i Wakemana oraz nieporozumieniami każdego członka po zakończeniu każdego miksu sekcji utworu. Welch wyczuł, że zespół nie był spójną jednostką, a Anderson i Howe byli jedynymi, którzy wiedzieli, jaki kierunek ma obrać album, pozostawiając reszcie dodawanie kawałków „do ogromnej układanki dźwięku”, a Squire i Offord byli osobami, które pomogły ukształtować pomysły zespołu. Wakeman i Bruford, zdaniem Welcha, pozostawali w czasie nagrywania „niewinnymi obserwatorami”. Pewnego razu Welch przybył do studia, aby usłyszeć podgląd ukończonego fragmentu, którego wyprodukowanie zajmowało kilka dni całodobowej pracy. Usłyszał tępy łomot i stwierdził, że Offord zasnął na konsoli mikserskiej z wyczerpania, „pozostawiając muzykę z wirującego magnetofonu rozbrzmiewającą na niedopuszczalnym poziomie”.
Bruford uznał Close to the Edge za szczególnie trudny do skomponowania i nagrania z resztą zespołu, nazywając ten proces torturami i porównując do „wspinaczki na Mount Everest”. Preferował on bardziej jazzowe i improwizacyjne kompozycje, więc frustrowało go wesołe i diatoniczne brzmienie zespołu. Stało się to problemem podczas komponowania i nagrywania przez grupę, ponieważ każda sekcja utworu była odtwarzana i omawiana sekcja po sekcji. Bruford powiedział: „Każdy instrument służył do demokratycznych wyborów i każdy musiał przeprowadzić kampanię wyborczą w każdej sprawie. To było okropne, było niesamowicie nieprzyjemne i było niewiarygodnie ciężką pracą”. Squire stał się rosnącym źródłem niezadowolenia dla Bruforda, z powodu spóźniania się na próby i swojego sposobu pracy. Pewnego razu Bruford zasnął na kanapie w pokoju kontrolnym studia, podczas gdy Squire „przeglądał kilka pokręteł na biurku [miksującym]”, aby ustalić, ile obróbki dźwięku należy zastosować do jego ścieżek basowych, tylko po to, by obudzić się kilka godzin później, i znaleźć Squire’a „w tym samym miejscu, wciąż rozważając względną pozycję dwóch pokręteł”. Bruford był ciągle zachęcany przez Andersona do pisania, przez co czuł się wdzięczny przez wiele lat później, ale do czasu zakończenia nagrywania poczuł, że zrobił wszystko, co w jego mocy na Close to the Edge i nie mógł zaoferować lepszych kompozycji. Opuścił grupę 17 lipca 1972 r., co uzasadniał słowami „Wiedziałem wtedy, że potrzebuję oddechu świeżego powietrza”.

### Muzyka i teksty

#### Strona pierwsza
„Close to the Edge” zostało napisane przez Andersona i Howe’a, którzy napisali wspólnie również tekst do utworu. Jego 18-minutowa długość oznaczała, że był to najdłuższy utwór, jaki Yes zarejestrował do czasu jego powstania. Anderson pozyskał inspirację do utworu w swoim pokoju hotelowym podczas Fragile Tour, kiedy czytał Władcę Pierścieni JRR Tolkiena, słuchając Symfonii nr 6 i 7 Jeana Sibeliusa, jednego z jego ulubionych kompozytorów. Siódma symfonia wywarła na nim największe wrażenie, gdy zauważył, że główny temat utworu, był co jakiś czas wprowadzany do kompozycji, co wpłynęło na kształt „Close to the Edge”. Przez resztę trasy studiował Symfonię nr 7; mniej więcej w jej połowie przedyskutował swoje początkowe pomysły z Howe’em. Podczas przerwy duet wznowił pisanie w domu Howe’a w Hampstead, gdzie Howe opracował tekst „Close to the Edge, round by the corner” zainspirowany okresem, gdy mieszkał w Battersea, w pobliżu Tamizy. Anderson wpadł na pomysł, aby oprzeć swój motyw i tekst na powieści Siddhartha (1922) niemieckiego powieściopisarza Hermanna Hessego i poprawił tekst piosenki trzy lub cztery razy, mówiąc „to wszystko to metafory”. Teksty końcowe wersetu były oparte na śnie Andersona o „przejściu z tego świata na inny…, ale czując się tak fantastycznie, że śmierć nigdy mnie nie przestraszyła”.
Wstęp utworu na pętli taśmowej, zawierający połączenie dźwięków klawiatury i natury (w tym płynącej wody i ćwierkających ptaków nagranych w okolicy) mierzył około 40 stóp długości, a jego nagrywanie trwało dwa dni. Anderson został zainspirowany do włączenia dźwięków ptaków i sekcji instrumentalnej w „I Get Up, I Get Down”, po usłyszeniu Sonic Seasonings (1972), elektronicznej płyty ambientowej Wendy Carlos. Anderson zasugerował, aby rozpocząć od improwizowanego jamu grupowego, który grupa uznała za ryzykowny i jest jednym z powodów, dla których zespół pojawia się znikąd przy ostatnim ujęciu. Utwór został zmontowany w częściach, jak opisał Bruford, „w dziesięciu, dwunastu, szesnastu taktach”. Jego wprowadzenie nastąpiło po tym, jak zespół koncertował z grupą Mahavishnu Orchestra; ktoś w zespole zasugerował, aby otworzyć utwór improwizacją z wcześniej ustalonymi pauzami.
Muzyka grana w sekcji „Close to the edge, round by the corner” była pierwotnie piosenką o tym samym tytule, którą Howe skomponował kilka lat wcześniej, częściowo w oparciu o najdłuższy dzień w roku. Anderson i Howe zgodzili się, że ta sekcja najlepiej pasuje do kompozycji Andersona zatytułowanej „Total Mass Retain”, łącząc w ten sposób oba pomysły. Howe przygotował kolejną piosenkę, której łącznik została zaadaptowany do sekcji „W jej białej koronce” w „I Get Up, I Get Down”. Solo na organach Wakemana zostało pierwotnie napisane przez Howe’a na gitarę, ale pomyślał on, że solo zabrzmi lepiej na organach. Zostało ono nagrane na organach piszczałkowych w kościele St Giles-without-Cripplegate w Barbican Estate. Zespół wyprodukował nagranie sekcji po solo na organach kościelnych, z którego byli zadowoleni, ale kiedy nadszedł moment włączenia go do ostatecznego miksu, Offord wstawił ujęcie, które uważał za właściwe i umieścił poprzednie ujęcie w pojemniku na zużytą taśmę. Spowodowało to zauważalną edycję taśmy, która musiała pozostać w miksie, ponieważ dokładne odtworzenie dźwięku byłoby prawie niemożliwe.

#### Strona druga
„And You and I” powstało jako piosenka o bardziej folkowym charakterze, którą Anderson opracował wraz z Howe’em. Jej styl i motywy zostały opracowane przez Howe’a, Bruforda i Squire’a. Jest jedyny utwór na albumie, napisany przez Bruforda i Squire’a. Anderson przedstawił swoje pomysły na utwór, grając na gitarze i śpiewając sekcję, w której pojawia się pierwszy tekst. Howe bardzo polubił ten motyw i później chętnie go rozwijał. Grając utwór po raz pierwszy na żywo podczas trasy, Anderson powiedział, że jego roboczym tytułem jest „The Protest Song”. W oryginalnej formie utwór miał przedłużone zakończenie, które Welch nazwał „szokującym punktem kulminacyjnym”, ale jego popularność wśród zespołu spadła z czasem, co doprowadziło do decyzji o odcięciu go od ostatecznej wersji. Anderson opisał utwór jako podobny do hymnu w tym sensie, że czuje się „bezpiecznie wiedząc, że jest ktoś... Być może Bóg”. „The Preacher, the Teacher” został opracowany w ciągu jednego popołudnia. Anderson zasugerował pomysł, by utwór miał charakter muzyki country, do czego Howe i Squire opracowali odpowiednie aranżacje gitarowe i basowe, które zdaniem Andersona „były razem tak słodkie”.
„Siberian Khatru” rozwinął się z pomysłu Andersona na wykorzystanie gitary akustycznej. Nie miał on ukończonego całego utworu, więc reszta grupypodzieliła między sobą sekcje, w których potrzebował on pomocy, i omówiła, które riffy najlepiej do niego pasują, ponieważ Andersonowi brakowało wystarczająco mocnego motywu do rozwnięcia utworu. Jest to jedyny utwór na albumie, który został skomponowany przez Wakemana. Pod względem tekstu Anderson zauważył, że utwór jest zbiorem „ciekawych słów, choć odnosi się do marzeń o czystych letnich dniach”. Twierdził, że „khatru” tłumaczy się na „jak chcesz” w jemeńskim dialekcie języka arabskiego, ale nie wiedział, co znaczy to słowo, dopóki nie poprosił kogoś, by sprawdził jego znaczenie. Podczas nagrywania kończącego utwór solo gitarowego Howe’a, wykonano eksperyment polegający na tym, że Offord umieścił jeden mikrofon przy wzmacniaczu i kazał swojemu asystentowi machać drugim mikrofonem po pokoju, aby stworzyć efekt Dopplera.

### Okładka
Close to the Edge został zapakowany w składaną okładkę, zaprojektowaną i zilustrowaną przez Rogera Deana, który zaprojektował także okładkę do Fragile (1971). Oznaczało to pierwsze pojawienie się kultowego logotypu zespołu, umieszczonego na szczycie prostej okładki z liniowym gradientem kolorów od czarnego do zielonego. Dean wymyślił projekt bez wiedzy zespołu, zanim grupa rozpoczęła pracę nad Close to the Edge. Naszkicował go podczas podróży pociągiem z Londynu do Brighton z myślą, że trzy litery można połączyć „w interesujący sposób”. Po przybyciu do Brighton, Dean ukończył szkic. Następnie wpadł na pomysł, aby tytułowy napis był wydrukowany srebrnymi, drukowanymi literami, jak w tradycyjnej książce, ale nigdy się on nie ziścił. Logotyp Deana został opisany jako „kaligrafowany kolofon”.
W swoim oryginalnym projekcie, Dean chciał, aby wydanie albumu przypominało złotą, tłoczoną książkę i miało skórzaną fakturę, ponieważ był właścicielem wielu szkicowników ze skórzanymi oprawami. Dean zaczerpnął inspirację do grafiki podczas wspinaczki na Haystacks, wysokie wzgórze w Lake District. Zrobił zdjęcie na jego szczycie i obserwował otaczające go liczne jeziora karowe. „Wyobraziłem sobie to jezioro jako coś wspaniałego [...] Jak mogło ono utrzymywać się na wierzchołku góry?”. Na rękawie znajdują się zdjęcia grupy i Offorda, wykonane przez Deana i Martina Adelmana, którzy grali ze Squire’em pod koniec lat 60. XX wieku jako członkowie grupy The Syn. Dean napisał ręcznie tekst na okładce. Po zastanowieniu się nad projektem albumu, Dean powiedział: „Było kilka pomysłów, które się tam połączyły. Był to wodospad, który ciągle się odświeżał, lejąc się ze wszystkich stron jeziora, ale skąd pochodziła woda? Szukałem obrazu, który by to przedstawił”.

### Trasa koncertowa i odejście Bruforda
Po zakończeniu nagrywania albumu, Bruford opuścił zespół 19 lipca 1972 roku, aby dołączyć do King Crimson. Bruford chciał pozostać z zespołem podczas trasy koncertowej, ale Howe chciał, żeby wyjechał wcześniej, ponieważ nie był już zaangażowany. Howe później pożałował swojej decyzji, ponieważ z przyjemnością zagrałby wtedy na żywo z Brufordem. Zastąpił go Alan White z zespołu Plastic Ono Band i grupy Terry’ego Reida. Z powodu gry na Close to the Edge i odejścia z zespołu przed kolejną trasą, Bruford był zobowiązany przez kierownictwo do podzielenia się honorariami albumowymi z White’em i twierdzi, że Lane wymusił na nim wypłatę odszkodowania w wysokości 10 000 $. Lata później, White zgodził się zwrócić swoją część tantiem na wniosek Bruforda. White odbył jedną pełną próbę z zespołem przed rozpoczęciem trasy 30 lipca 1972 r., Podczas której zespół zagrał w sumie 95 koncertów w Stanach Zjednoczonych, Kanadzie, Wielkiej Brytanii, Japonii i Australii. Trasa zakończyła się w kwietniu 1973 r.
Zespół wyruszył w światową trasę koncertową, aby promować album. Trasa trwała od 30 lipca 1972 r. do 22 kwietnia 1973 r. i obejmowała 95 występów. Rozpoczęła się w Dallas Memorial Auditorium, a zakończyła w West Palm Beach Auditorium w West Palm Beach. Trasa koncertowa była pierwszą z udziałem nowego perkusisty grupy, Alana White’a. Nagrania z trasy (zarówno w wersji filmowej, jak i audio) znalazły się na albumie Yessongs z 1973 roku. Sfilmowane wykonanie zostało zarejestrowane podczas koncertów z grudnia 1972 roku, w Rainbow Theatre w Londynie.

### Wydanie
Album został wydany 13 września 1972 r., trzy miesiące po światowej trasie zespołu w latach 1972–1973, promującej album. Stał się ich największym komercyjnym sukcesem, osiągając 3. pozycję na liście Billboard 200 w Stanach Zjednoczonych i 4. pozycję na liście albumów brytyjskich. W Holandii album zajął pierwsze miejsce. Album otrzymał 450 000 złożonych zamówień w Stanach Zjednoczonych. 30 października 1972 r. album otrzymał złoty certyfikat Recording Industry Association of America (RIAA) za sprzedaż 500 000 egzemplarzy w Stanach Zjednoczonych. Ahmet Ertegün, właściciel firmy Atlantic Records, wręczył grupie nagrodę w postaci złotej płyty w restauracji w Nowym Jorku 20 listopada, a ich menedżer, Brian Lane, ogłosił nowy pięcioletni kontrakt zespołu z wytwórnią Atlantic. Album nadal sprzedawał się i uzyskał certyfikat platynowy za milion sprzedanych egzemplarzy 10 kwietnia 1998 r.
Zespół wydał utwór „And You and I” jako dwuczęściowy singiel w Stanach Zjednoczonych w październiku 1972. W Wielkiej Brytanii piosenka została wydana razem z utworem „Roundabout” na stronie B. Singiel osiągnął 42 pozycję na liście przebojów Billboard Hot 100 w Stanach Zjednoczonych 16 grudnia 1972 r. Radio edit utworu „Total Mass Retain” został wydany jako strona B niealbumowego singla grupy, interpretacji utworu „America”, oryginalnie wykonywanego przez grupę Simon & Garfunkel, wydanego 17 lipca 1972 roku.

### Reedycje
W 1987 r. Close to the Edge został ponownie wydany przez Atlantic Records na płycie CD w Stanach Zjednoczonych i Europie. Kolejne wydanie albumu został zremasterowane cyfrowo przez Joe Gastwirta w 1994 roku. W 2003 roku album został ponownie wydany na płycie w rozszerzonym i zremasterowanym wydaniu Rhino i Elektra Records. Uwzględniono dwa wcześniej niepublikowane utwory: alternatywną wersję „And You and I” i wczesne wydanie „Siberian Khatru”, a także singiel Yes z 1972 roku „America” ze stroną B, zawierającą radio edit „Total Mass Retain”.
W 2013 r. wydano dwie nowe edycje albumu. Steve Hoffman z Audio Fidelity Records przeprowadził remastering zarówno w formacie CD, jak i Super Audio CD. W przypadku wytwórni Panegyric Steven Wilson wykorzystał oryginalne nagrania wielościeżkowe do stworzenia „miksu stereo 2013”, miksu dźwięku przestrzennego 5.1 i „oryginalnego miksu stereo” z płaskiego transferu LP, w pakiecie CD i DVD-Audio oraz pakiecie CD i Blu-ray. Dodatkowymi utworami są singlowe wersje, wczesny mix „Close to the Edge” oraz instrumentalne wersje trzech utworów z albumu.

### Lista utworów
Wszystkie utwory skomponowane przez Yes.
| Strona pierwsza | Strona pierwsza | Strona pierwsza          | Strona pierwsza                                                        | Strona pierwsza |
| Nr              | Tytuł | Autor tekstu             | Autor muzyki                                                           | Długość         |
| --------------- | --- | ------------------------ | ---------------------------------------------------------------------- | --------------- |
| 1.              | „Close to the Edge” - I. „The Solid Time of Change” - II. „Total Mass Retain” - III. „I Get Up, I Get Down” - IV. „Seasons of Man” | Jon Anderson, Steve Howe | Anderson, Howe                                                         | 18:30           |
| Strona druga    | |                          |                                                                        |                 |
| Nr              | Tytuł | Autor tekstu             | Autor muzyki                                                           | Długość         |
| 1.              | „And You and I” - I. „Cord of Life” - II. „Eclipse” - III. „The Preacher, the Teacher” - IV. „The Apocalypse”                      | Anderson                 | Anderson; motywy – Bill Bruford, Howe (oprócz „Eclipse”), Chris Squire | 9:59            |
| 2.              | „Siberian Khatru” | Anderson                 | Anderson, Howe, Rick Wakeman                                           | 8:56            |

### Dodatkowe nagrania umieszczone na wydanej w 2003 reedycji albumu
| Nr | Tytuł                                             | Autor tekstu | Autor muzyki | Długość |
| -- | ------------------------------------------------- | ------------ | ------------ | ------- |
| 4. | „America (Single version)”                        | Paul Simon   | Simon        | 4:12    |
| 5. | „Total Mass Retain (Single Version)”              |              |              | 3:21    |
| 6. | „And You and I (Alternate Version)”               |              |              | 10:17   |
| 7. | „Siberia (Studio Run-Through of Siberian Khatru)” |              |              | 9:19    |

### Dodatkowe nagrania umieszczone na wydanej w 2013 reedycji albumu (Definitive Edition)
| Nagrania CD                                                                                 | Nagrania CD                                       | Nagrania CD |
| Nr                                                                                          | Tytuł                                             | Długość     |
| ------------------------------------------------------------------------------------------- | ------------------------------------------------- | ----------- |
| 4.                                                                                          | „America”                                         | 10:31       |
| 5.                                                                                          | „Close to the Edge (Early Assembly/Rough Mix)”    | 17:42       |
| Nagrania DVD-Audio i Blu-ray – miksy stereo z 2013 r. (format 24-bit/96kHz LPCM)            |                                                   |             |
| Nr                                                                                          | Tytuł                                             | Długość     |
| 1.                                                                                          | „Close to the Edge”                               | 18:43       |
| 2.                                                                                          | „And You and I”                                   | 10:09       |
| 3.                                                                                          | „Siberian Khatru”                                 | 9:01        |
| Nagrania DVD-Audio i Blu-ray – miksy stereo z 2013 r.                                       |                                                   |             |
| Nr                                                                                          | Tytuł                                             | Długość     |
| 1.                                                                                          | „Close to the Edge”                               | 18:43       |
| 2.                                                                                          | „And You and I”                                   | 10:09       |
| 3.                                                                                          | „Siberian Khatru”                                 | 9:01        |
| Nagrania DVD-Audio i Blu-ray – miks 5.1 Surround                                            |                                                   |             |
| Nr                                                                                          | Tytuł                                             | Długość     |
| 1.                                                                                          | „Close to the Edge”                               | 18:43       |
| 2.                                                                                          | „And You and I”                                   | 10:09       |
| 3.                                                                                          | „Siberian Khatru”                                 | 9:01        |
| Nagrania DVD-Audio i Blu-ray – oryginalne miksy stereo (format 24-bit/192kHz LPCM)          |                                                   |             |
| Nr                                                                                          | Tytuł                                             | Długość     |
| 1.                                                                                          | „Close to the Edge”                               | 18:43       |
| 2.                                                                                          | „And You and I”                                   | 10:09       |
| 3.                                                                                          | „Siberian Khatru”                                 | 9:01        |
| Nagrania DVD-Audio i Blu-ray – „America”                                                    |                                                   |             |
| Nr                                                                                          | Tytuł                                             | Długość     |
| 1.                                                                                          | „America (5.1 Surround Mix)”                      | 10:31       |
| 2.                                                                                          | „America (2013 Stereo Mix)”                       | 10:31       |
| 3.                                                                                          | „America (Original Mix)”                          | 10:31       |
| Nagrania DVD-Audio i Blu-ray – alternatywne wersje utworów (format 24-bit/96kHz LPCM)       |                                                   |             |
| Nr                                                                                          | Tytuł                                             | Długość     |
| 1.                                                                                          | „Close to the Edge (Early Assembly/Rough Mix)”    | 17:42       |
| 2.                                                                                          | „And You and I (Alternate Version)”               | 10:18       |
| 3.                                                                                          | „Siberia (Studio Run-Through of Siberian Khatru)” | 9:20        |
| Nagrania DVD-Audio i Blu-ray – singlowe wrsje utworów (format 24-bit/192kHz LPCM)           |                                                   |             |
| Nr                                                                                          | Tytuł                                             | Długość     |
| 1.                                                                                          | „Total Mass Retain (Single Edit)”                 | 3:21        |
| 2.                                                                                          | „And You and I (Promo Single Version, Mono)”      | 3:29        |
| 3.                                                                                          | „And You and I (Promo Single Version, Stereo)”    | 3:29        |
| 4.                                                                                          | „America (Single Version)”                        | 4:13        |
| Nagrania Blu-ray – instrumentalne wersje miksów stereo z 2013 r. (format 24-bit/96kHz LPCM) |                                                   |             |
| Nr                                                                                          | Tytuł                                             | Długość     |
| 1.                                                                                          | „Close to the Edge”                               | 18:43       |
| 2.                                                                                          | „And You and I”                                   | 10:09       |
| 3.                                                                                          | „Siberian Khatru”                                 | 9:01        |
| 4.                                                                                          | „America”                                         | 10:31       |
| Nagrania Blu-ray – utwory z brytyjskiego wydania winylowego (format 24-bit/96kHz LPCM)      |                                                   |             |
| Nr                                                                                          | Tytuł                                             | Długość     |
| 1.                                                                                          | „Close to the Edge”                               | 18:43       |
| 2.                                                                                          | „And You and I”                                   | 10:09       |
| 3.                                                                                          | „Siberian Khatru”                                 | 9:01        |

### Twórcy
Yes
- Jon Anderson – śpiew, gitara akustyczna, mandolina, harfa, instrumenty perkusyjne
- Steve Howe – gitara, elektryczny sitar[48], podkład wokalny
- Chris Squire – bas, chórki
- Rick Wakeman – instrumenty klawiszowe
- Bill Bruford – instrumenty perkusyjne

Produkcja
- Yes  – produkcja
- Eddy Offord – inżynier, produkcja
- Mike Dunne – taśmy
- Roger Dean – okładka, fotografia
- Martin Adelman – fotografia
- Brian Lane – koordynator

## Odbiór

### Opinie krytyków
| Oceny łączne                      | Oceny łączne |
| Publikacja                        | Ocena        |
| --------------------------------- | ------------ |
| Album of the Year                 | 95/100       |
| Recenzje                          |              |
| Publikacja                        | Ocena        |
| AllMusic                          | [ 50 ]       |
| Christgau’s Record Guide          | C+           |
| The Daily Vault                   | A            |
| Encyclopedia of Popular Music     | [ 53 ]       |
| Pitchfork                         | 9.0/10       |
| The Rolling Stone Record Guide    | [ 55 ]       |
| The New Rolling Stone Album Guide | [ 56 ]       |

Close to the Edge otrzymało pozytywne recenzje wśród krytyków. Magazyn New Musical Express opublikował bardziej mieszaną recenzję autorstwa Iana MacDonalda 2 września 1972 r. Napisał on, że grupa „nie tylko jest na krawędzi, oni przeszli przez nią”, chociaż „zagrali swoje cholernie odważne pomysły” na albumie, który nazwał „próbą przytłoczenia nas, co skutkowało jedynie niezapamiętywalnym brakiem znaczenia”. MacDonald podsumował swój tekst słowami „Na każdym poziomie, z wyjątkiem zwykłego estetycznego, jest to jedno z najbardziej niezwykłych nagrań, jakie pop wyprodukował do tej pory”. Henry Medoza rozpoczął swoją recenzję dla The San Bernardino Sun słowami „Od czasu... Sgt. Pepper’s Lonely Hearts Club Band nie powstała ani jedna strona albumu, która wyrażałaby tak kompletną i ekscytującą myśl muzyczną jak strona pierwsza”, i napisał, że grupa zaprezentowała nowy poziom wyrafinowania. Pochwalił harmonie wokalne grupy i „głęboki nieregularny bęben basowy” Bruforda na początku utworu tytułowego, ale wybrał jego trzecią sekcję jako najciekawszą z fackowymi wokalami oraz „senną” i „potężną” grą Wakemana na organach. Mendoza opisał drugą stronę jako „mniej inspirującą” niż pierwszą, ale pochwalił wokal i harmonie w obu utworach, zauważając, że brzmią one jak własny instrument na „Siberian Khatru”. Lubalock Avalanche-Journal wydrukował kolejną pozytywną recenzję autorstwa Jona Clemensa. Nazwał on tytułowy utwór „wirtualną wycieczką dźwiękową”, poruszając się „szybko, głośno, w szaleństwie”, który „doskonale kontrastuje” podczas „I Get Up, I Get Down” i pochwalił wokal podczas sekcji. Clemens wysoko ocenił wzajemne relacje Howe’a i Wakemana, ale uważał, że grupa często zmienia tempo, aby odwrócić uwagę słuchacza od muzyki. W San Mateo Times Peter J. Barsocchini napisał, że album jest „dobry pod względem koncepcji i wykonania”, a tytułowy utwór to „prawdopodobnie najlepszy utwór muzyczny”, jaki zespół nagrał w swojej karierze. „And You and I”, napisał Barsocchini, „jest interesującą mieszanką muzyki akustycznej i elektronicznej”, która jest „ściśle zintegrowana”. Według Barsocchiniego, „Siberian Khatru” jest porównywalny z albumem Fragile i nie oddaje brzmienia grupy, w takim stopniu, jak pozostałe dwa fragmenty albumu. W pozytywnej recenzji, Billboard wybrał album w cotygodniowym dodatku „Billboard Pick”, zauważając, że Yes „osiągnął poziom, w którym są o lata świetlne ponad swoimi naśladowcami, co okazało się nie być zwykłym przebłyskiem. Ścierające się przez nich gobeliny dźwiękowe to delikatne fragmenty, przebłyski losów, które dopiero powstają, czasy, które blakną jak krople rosy w rozmazanych na pół zapamiętanych pragnieniach. Wszyscy zaangażowani zasługują na pochwały i podziękowania, ponieważ nie jest to zwykłe doświadczenie dźwiękowe, wykraczające poza medium, które wprowadza wszystkie zmysły do gry”.
Album otrzymał wiele pozytywnych recenzji retrospektywnych. W swojej recenzji dla AllMusic Dave Thompson przyznał albumowi pięć gwiazdek na pięć, uznając go za „bezbłędne arcydzieło”. W specjalnym wydaniu czasopism Q i Mojo opublikowanym w 2005 r., Close to the Edge znalazł się na 3. miejscu na liście 40 albumów Cosmic Rock. Płyta jest również wymieniona w muzycznej publikacji 1001 Albums You Must Hear Before You Die, autorstwa Roberta Dimery’ego. Na wybranej przez czytelników liście 100 największych albumów gitarowych wszech czasów magazynu Guitar World, album zajął 67. miejsce. Sound & Vision umieścił album na 32. miejscu na liście 50 albumów wszech czasów. Album był również pod numerem 5 na liście 50 najlepszych albumów prog rockowych wszech czasów magazynu Rolling Stone. W 2000 r. album został wybrany numerem 130 w trzeciej edycji publikacji Colina Larkina All Time Top 1000 Albums.

### Listy przebojów
| Kraj              | Lista                 | Pozycja |
| ----------------- | --------------------- | ------- |
| Holandia          | Album Top 100         | 1       |
| Niemcy            | Offizielle Top 100    | 36      |
| Stany Zjednoczone | Billboard 200         | 3       |
| Wielka Brytania   | Official Albums Chart | 4       |

### Certyfikaty
| Kraj              | Certyfikat      | Sprzedaż  |
| ----------------- | --------------- | --------- |
| Kanada            | Platynowa płyta | 100 000   |
| Stany Zjednoczone | Platynowa płyta | 300 000   |
| Wielka Brytania   | Platynowa płyta | 1 000 000 |

Dane bazują tylko na kryteriach przyznawania certyfikatów otrzymanych przez album.